# Pop-up

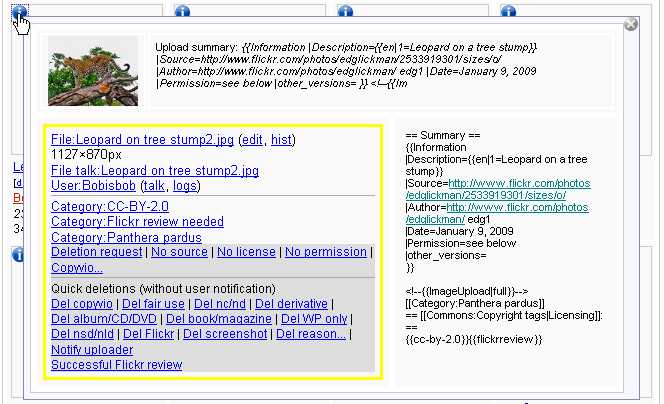
Exemplo de pop-up não invasivo

O pop-up é um tipo de janela que se abre no navegador ao visitar uma página web ou acessar uma hiperligação específica. O pop-up é utilizado por autores de sites para abrir alguma informação extra ou como meio de propaganda.
Algumas empresas começaram a desenvolver softwares e barras de ferramentas, com bloqueio de pop-ups, principalmente sites de busca como o Google, Yahoo e MSN. Há algum tempo, os navegadores já vêm com a opção de bloquear as janelas indesejadas no próprio navegador, como o Firefox, Opera, Netscape, Google chrome e Internet Explorer 6 SP2. Mesmo assim os pop-ups continuam usando, em vez de códigos HTML, códigos em Flash e em Javascript, que são muito mais difíceis de serem bloqueados.
O autor do pop-up foi o programador Ethan Zuckerman.